# Theodore V. Galambos
Theodore V. Galambos (Budapeste, 17 de abril de 1929) é um engenheiro civil estadunidense nascido na Hungria.
Imigrou para os Estados Unidos em 1948. Bacharel em engenharia pela Universidade de Dakota do Norte, onde obteve um M.S. em 1954. Obteve um Ph.D. em 1959 pela Universidade Lehigh.
Galambos was elected a member of the National Academy of Engineering in 1979 for contributions to research, development, teaching, of behavior, analysis and design of steel structures, and application of probabilistic methods to this field.